# 基群
基群（英語：Basal）是生物學中的術語，專指在親緣關係學中最早分离出去的大型演化支，並且通常會位於亲缘分支分类法最底層處，是其它後来才分化出去的演化支的外類群。許多生物學家（特別是支序分類學學者）更習慣使用「基群」而非「原始族群」，這是因为“原始”一詞中具有劣等、落后的意味，然而絕大多數的物種都是经过長時間的演化才能夠良好地適應其现有的棲息地，并无所谓优劣之别。

## 外部連結
- （英文） Interpreting the Tree Diagram or List of Subgroups on a Tree of Life Page （页面存档备份，存于）